# خانه شحنه‌ای
خانه شحنه‌ای مربوط به سدهٔ ۸ ه.ق است و در یزد، خیابان انقلاب، سمت چپ کوچه باغ صندل، بالاتر از مسجد باغ صندل واقع شده و این اثر در تاریخ ۲۰ اردیبهشت ۱۳۸۶ با شمارهٔ ثبت ۱۹۰۹۱ به‌عنوان یکی از آثار ملی ایران به ثبت رسیده است.